# خوسيه مدريد
خوسيه مدريد هو لاعب كرة قدم إكوادوري في مركز ظهير ‏، ولد في 21 أبريل 1988 في غواياكيل في الإكوادور. شارك مع منتخب الإكوادور لكرة القدم. أما مع النوادي، فقد لعب مع إل. دي. يو. كيتو ونادي ديبورتيفو إل ناسيونال.

## وصلات خارجية
- خوسيه مدريد على موقع قاعدة بيانات كرة القدم.إي يو (الإنجليزية)
- خوسيه مدريد على موقع ناشيونال فوتبول تيمز (الإنجليزية)